# Raymonde Martin
Raymonde Martin (* 27. April 1923 in Montreal; † 2. August 2019 ebenda) war eine kanadische Cellistin und Musikpädagogin.

## Leben und Wirken
Raymonde Martin wurde am 27. April 1923 in Montreal geboren. Sie war eine von sieben Töchtern des Organisten, Pianisten und Musikpädagogen Alphonse Martin und seiner Ehefrau, der Organistin Corinne Boisvert (1887–1961). Ihre Eltern traten gelegentlich gemeinsam in Konzerten auf. Auch ihre älteren Schwestern Gilberte (1910–1999), Marcelle (1917–2014) und Magdeleine Martin (1921–2015) wählten Berufe im Bereich der Musik und waren als Musikerinnen und Musikpädagoginnen tätig.
Ab 1943 studierte Raymonde gemeinsam mit ihrer Schwester Gilberte am Conservatoire de Musique du Québec die Fächer Solfège und Harmonielehre und erhielt bei Jean Belland und Roland Leduc Unterricht im Fach Violoncello. Ihre Studien konzentrierten sich auf den Bereich der Kammer- und Orchestermusik.
Von 1940 bis 1950 war sie Mitglied des Frauen-Symphonieorchesters von Montreal (Symphonie féminine de Montréal). Sie trat als Solistin bei den Sinfonischen Matineen des Orchestre symphonique de Montréal (OSM) sowie mit dem Jugendsymphonieorchester von Montreal (Orchestre symphonique des jeunes de Montréal) (OSJM) auf und gab öffentliche Konzerte. Radio Canada strahlte am 25. Mai 1948 in der Sendereihe „Artists of Tomorrow“ einen Beitrag über Raymonde Martin aus.
1947 erhielt sie den „Prix Archambault“. Ein Stipendium der Provinzregierung von Quebec ermöglichte ihr im Jahr 1950, ihre Ausbildung in Frankreich am Konservatorium in Paris fortzusetzen. Dort studierte sie vier Jahre Musiktheorie bei Simone Plé-Caussade und Violoncello bei Paul Bazelaire. Mit ihm arbeitete sie auch am Conservatoire américain de Fontainebleau zusammen, während sie dort im Sommer 1953 die Kurse von Nadia Boulanger besuchte.
Ab 1955 trat Martin nicht mehr öffentlich auf, sondern widmete sich ihrer Tätigkeit als Musikpädagogin an privaten Instituten, an der Universität Ottawa (1967–1971) sowie am Conservatoire de musique du Québec à Hull in Hull (1967–1980).
Raymonde Martin war die letzte noch lebende der sieben Schwestern Martin. Bis zum Tod ihrer Schwester Magdeleine im Mai 2015 besuchte sie gemeinsam mit dieser auch noch im hohen Alter von über 90 Jahren regelmäßig Konzerte. Sie starb am 2. August 2019 im Alter von 96 Jahren in ihrer Geburtsstadt Montreal.